# Camillo Filippo Ludovico Borghese
Camillo Filippo Ludovico Borghese (ur. 19 lipca 1775 w Rzymie, zm. 9 maja 1832 we Florencji) – włoski książę, kolekcjoner sztuki, przedstawiciel rodziny Borghese, drugi mąż Pauliny Bonaparte, siostry Napoleona Bonapartego.

## Życiorys
Camillo Borghese był synem Marcantonia IV Borghese. Po wejściu wojsk napoleońskich do Włoch wsparł Napoleona. W 1803 został mężem Pauliny Bonaparte, po śmierci jej pierwszego męża generała Karola Wiktora Emanuela Leclerca d'Ostina. W 1804 uzyskał francuski tytuł książęcy. W kolejnych latach służył w armii Napoleona. W 1806 został wysłany do Warszawy, gdzie miał przygotowywać powstanie. W tym samym roku został mianowany księciem Guastallii i zarządcą Piemontu (1807-1814). W związku z licznymi zdradami swojej żony faktycznie żył z nią w separacji. Zgodził się na jej powrót dopiero w 1825, na trzy miesiące przed jej śmiercią.
Camillo Borghese był znanym kolekcjonerem sztuki, większość kolekcji odziedziczył po przodkach (obecnie znajduje się w Galerii Borghese w Rzymie. W 1805 zamówił u Antonia Canovy rzeźbę swojej żony, która uznawana jest za jedno z najsłynniejszych jego dzieł. W 1807 Camillo Borghese został zmuszony przez Napoleona do sprzedaży mu części rodzinnej kolekcji, w tym 154 posągów, 160 popiersi, 170 płaskorzeźb, 30 kolumn i rozmaitych waz. Sprzedane działa utworzyły Kolekcję Borghese w Luwrze. W 1827 Camillo Borghese zakupił w Paryżu słynny obraz Correggia Danae. Dbał o rodzinną willę w Rzymie, w której przechowywana była kolekcja sztuki.